# اونال دمیرکیران
اونال دمیرکیران (انگلیسی: Ünal Demirkıran؛ زادهٔ ۲۴ ژوئن ۱۹۷۹) بازیکن فوتبال اهل ترکیه است.
از باشگاه‌هایی که در آن بازی کرده‌است می‌توان به باشگاه فوتبال سیواس‌اسپور، باشگاه فوتبال وی‌اف‌آر آلن، و باشگاه فوتبال هایدنهایم اشاره کرد.